# I scream
I scream es el segundo álbum de estudio de la cantante japonesa Nana Kitade, lanzado al mercado el día 6 de diciembre del año 2006 bajo su sello SME Records.

## Detalles
A pesar de que la traducción literal del álbum es "Yo grito", realmente quiere dársele la traducción de "helado" -I scream y icecream tienen la misma pronunciación dentro del inglés-, a su vez que también lo tiene la escritura en katakana de ambas palabras, que sólo pueden cambiar por la intervención de un punto intermedio, アイス・クリーム (aisu kurīmu, Icecream) y アイ・スクリーム (ai sukurīmu, I scream). El lanzamiento del álbum fue planeado en dos ediciones, con una edición regular y otra de lujo. Esta última contenía de regalo una caja especial con un reloj despertador y también una carta de Navidad escrita por Nana.
El álbum sólo cuenta con un sencillo promocional, "Kibou no Kakera", canción que fue tema opening del anime "Demashita! Powerpuff Girls Z", y la canción que fue el principal tema de su álbum de covers "Lam no Love Song" también fue incluida. La última pista, "Basket Case", es un cover de la popular canción de los años noventa interpretada por el trío estadounidense Green Day.

## Canciones
1. Star Killer
2. Watashi wa Jigen Bakudan (私は時限爆弾?)
3. Lum no Love Song (ラムのラブソング?)
4. Ronyori Shouko. (論より証拠。?)
5. Juusan-nichi no Kinyoubi (13日の金曜日?)
6. dark snow angel
7. Sweet frozen kiss
8. Akai Kami no Onna no Ko (赤い髪の女の子?)
9. m’aider
10. Kibou no Kakera (希望のカケラ?)
11. Innocent world
12. Fujiyu na Asa (不自由な朝?)
13. BASKET CASE

- Datos: Q2346307